# 부랑자

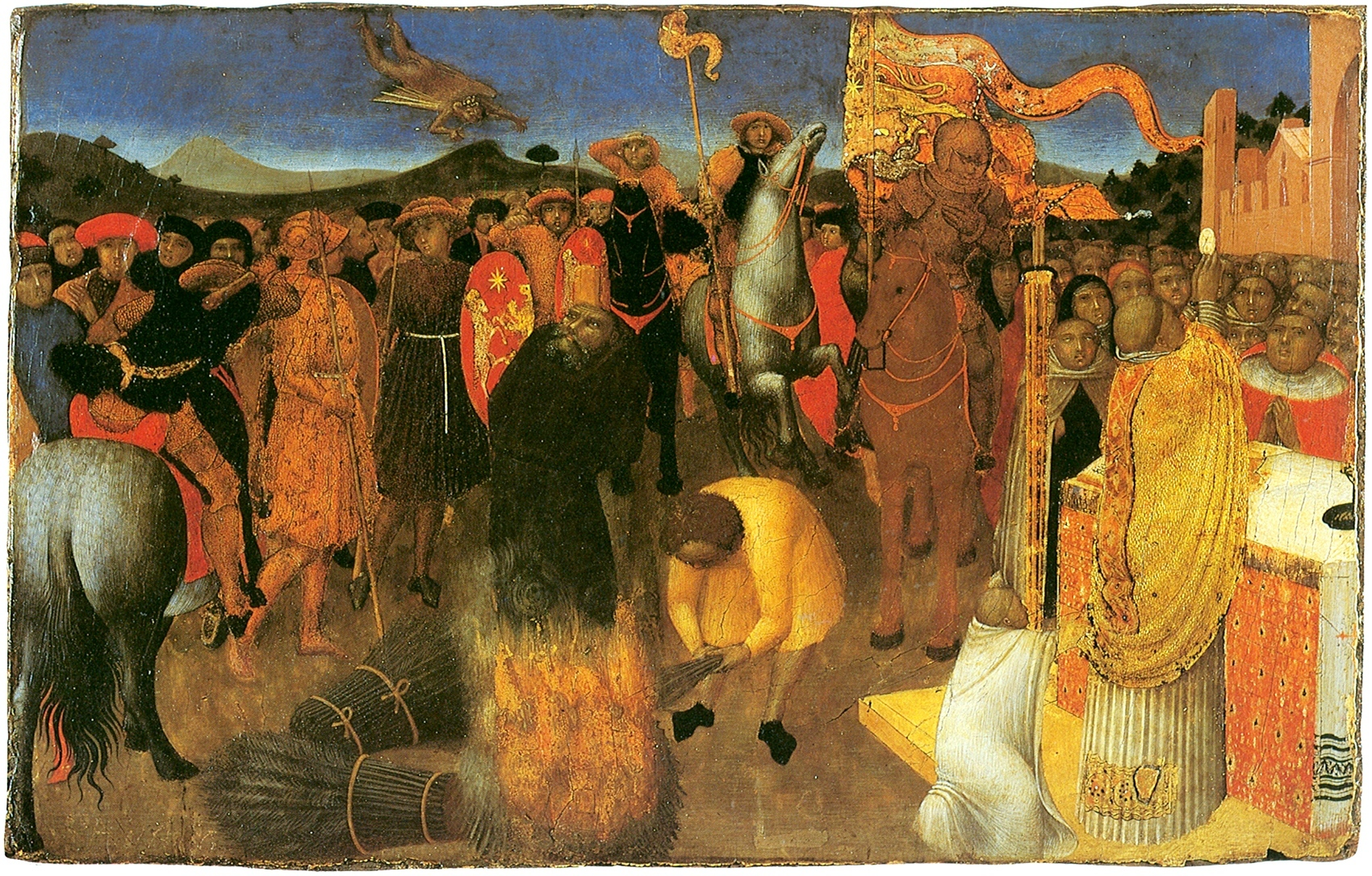
이단 혐의로 화형당하는 부랑자. 스테파노 디 조반니 디 콘솔로의 1430년경 그림.

부랑인(浮浪人)은  뚜렷한 직업이나 주거지 없이 이리저리 떠돌아다니는 자. 무법자와도 의미가 통한다.
부랑인들은 사회의 혐오로 취급되어 오랫동안 탄압의 대상이 되었다. 대한민국에서는 기차역,버스에서 잘못 내렸거나 기차,버스를 기다리거나 하는데도 잡아갔다. 잉글랜드에서는 1572년 행려병자법에 따라 토지나 주인, 합법적 수입원이 없는 이를 부랑자로 규정하고 체포된 부랑자는 피가 날 때까지 채찍질한 뒤 오른쪽 귀에 낙인을 찍도록 했다. 낙인이 찍힌 뒤 두 번째로 체포당할 경우, 1년 내로 마땅한 일자리를 제공해 주는 사람이 나타나지 않으면 중범죄에 준하여 처벌했다. 세 번째로 체포된 부랑자는 2년간 고용해줄 사람이 나타나지 않으면 사형을 벗어날 수 없었다.

## 같이 보기
- 호보
- 유랑민
- 단순한 삶
- 스쾃